# Stavelot
Stavelot (niem. Stablo, wa. Ståvleu, lb. Staweler) – miasto w Belgii, w Regionie Walońskim, w prowincji Liège, w okręgu Verviers. 1 stycznia 2024 roku liczyło 7271 mieszkańców. Leży nad rzeką Amblève.

## Podział administracyjny
W skład miasta wchodzi jedna dzielnica (section):
- Francorchamps

## Współpraca
Miejscowość partnerska:
- Solignac, Francja